# Lorenzo de Tonti
Lorenzo de Tonti (1602?-1684?) gobernador de  Gaeta, Italia; banquero napolitano e inventor de la tontina.
Se cree que sobre 1650, su esposa, Isabelle di Lietto dio a luz a su hijo, el explorador Henri de Tonti.  Poco después, Tonti se vio involucrado en una revuelta contra el virrey español en Nápoles y solicitó asilo político en Francia. En París, tuvieron a su segundo hijo, Alphonse de Tonti que fue uno de los fundadores de Detroit.
Por razones desconocidas, Luis XIV lo encarceló en la Bastilla de 1668 a 1675. Poco se conoce de su vida a partir de 1684.